# 温泉ソムリエ
温泉ソムリエ（おんせんソムリエ）は、温泉ソムリエ協会（本部：新潟県妙高市）が運営する民間資格である。2002年に赤倉温泉（新潟県妙高市）の旅館経営者・遠間和広の発案により作られた。
講座内容が関連する温浴業界をはじめ、医療従事者、研究機関、芸能人や一般の温泉マニアが所有している。2007年には、スギちゃんが芸能界で初の資格取得者となった。

## 取得要件
取得には、温泉分析書の読み方や入浴法のなどを受講する温泉ソムリエ認定セミナーに参加する必要がある。温泉ソムリエ認定セミナーは、半日の講義を受けて取得できるタイプと、1泊2日で講義と実技を受けて取得するタイプの2種類あるが、温泉ソムリエの認定としては同じものである。
セミナーは主に東京表参道にある新潟県のアンテナショップ「表参道・新潟館ネスパス」にて開催されるが、札幌や名古屋、大阪、福岡など地方都市や日本各地にある著名な温泉地での開催も随時行っている。また2013年よりN-academyの講座の一つとしてオンラインでの講座の受講が可能となっている。

## ステップアップライセンスの種別
温泉ソムリエ協会では温泉ソムリエ認定後、ステップアップセミナーを受講することで上級資格の認定を行っている。また、温泉ソムリエ協会が認定する外部資格を取得することでも、温泉ソムリエマスターを申請することもできる。
| 星数  | 星数     | ライセンス名                 | 内容・要件 |
| ----- | -------- | ---------------------------- | --- |
| ★★★★★ | ★★★★★    | 温泉ソムリエ家元             | 温泉ソムリエ協会の代表 |
| ★★★★  | ★★★★     | 温泉ソムリエ師範             | 温泉ソムリエ認定セミナーのすべての講座の講師ができる者。家元が講師をしなくとも温泉ソムリエ認定セミナーを主催できる者                                                           |
| ★★★   | ★★★      | カリスマ温泉ソムリエ         | ３つ星温泉ソムリエで、かつ温泉ソムリエ協会が温泉業界に大きく貢献していると認めた者                                                                                             |
| ★     | ★ ★★ ★★★ | 温泉ソムリエインストラクター | 温泉ソムリエ認定セミナーの講師ができる者 |
| ★     | ★ ★★ ★★★ | 温泉ソムリエアンバサダー     | メディア、またはメディアに匹敵する波及力のある組織等を通して、温泉ソムリエの肩書きにて温泉ソムリエ協会が提唱する「温泉の魅力」と「正しい入浴法」を継続的に広めることができる者 |
| ★     | ★ ★★ ★★★ | 温泉ソムリエマスター         | 温泉ソムリエ協会のステップアップセミナーを受講するか、温泉ソムリエ協会以外の温泉資格を取得し、知識をより深めた者                                                               |
|       |          | 温泉ソムリエ                 | 温泉ソムリエ認定セミナーを受講した者 |

### 温泉ソムリエマスターに進級できる外部資格
- 温泉利用指導者（財団法人日本健康開発財団）
- 温泉入浴指導員（財団法人日本健康開発財団）
- 温泉観光実践士（温泉観光実践士協会）
- 温泉観光士（日本温泉地域学会）

### ステップアップセミナー一覧
- 温泉ソムリエ温泉分析書マスター
- 温泉ビューティ＆ダイエットソムリエ
- 温泉ソムリエ地域活性化マスター

## 温泉ソムリエ認定者の主な有名人
※ 五十音順
- 相葉裕樹（俳優・声優）
- 赤間有華（BSよしもとアナウンサー）
- 朝田淳弥（俳優）
- 東貴博（Take2／お笑いタレント）
- 天野浩成（俳優）
- 荒木恵（モデル）
- アントキの猪木（お笑いタレント、ものまねタレント）
- 飯出敏夫（温泉ライター）
- 池辺愛（お笑いタレント）
- 石井宏子（温泉ビューティ研究家）
- 石黒彩（タレント、元モーニング娘。）
- 板倉あつし（ライター）
- 伊藤えみ（モデル）
- 江口歩（お笑い集団NAMARA代表）
- えとう窓口（Wエンジン／お笑いタレント）
- 大西結花（女優）
- 大堀恵（タレント、元AKB48）
- おかもとまり（タレント）
- 小野真弓（女優、タレント）
- 梶永正史（小説家）
- かずといずみ（漫画家）
- 金澤有希（アイドル・SUPER☆GiRLS）
- 川村エミコ（たんぽぽ／お笑いタレント）
- 木嶋のりこ（タレント）
- 北出恭子（タレント／温泉アナリスト）
- KICK☆（現芸名：キック）（お笑いタレント）
- くまモン（ご当地キャラ）
- 久米田彩（女優）
- 郡司勇（温泉評論家）
- 髙地優吾（アイドル・ SixTONES）
- 五代了平（俳優）
- 小林アナ（お笑いタレント）
- 酒井瞳（タレント・元アイドリング!!!）
- 塩村文夏（女性政治家）
- 塩谷瞬（俳優）
- 柴田阿弥（フリーアナウンサー、元SKE48）
- 下竹原志保（モデル）
- 釈由美子（女優）
- 庄司智春（品川庄司／お笑いタレント）
- 申徹也（ローカルタレント）
- スギちゃん（お笑いタレント）
- 瀬南海はや（元タカラジェンヌ）
- 高野人母美（女子プロボクサー）
- 竹内渉（タレント）
- 田中健二（お笑いタレント）
- 谷桃子（タレント）
- 楽しんご（お笑いタレント）
- ダンディ坂野（お笑いタレント）
- 勅使河原郁恵（ショートトラックスピードスケート元オリンピック選手）
- テリー伊藤（タレント、TVプロデューサー、演出家、著作家）
- 坪井慶介(タレント、元サッカー選手)
- 土性愛（モデル、レースクイーン、モデル事務所代表）
- 長野博(アイドル・20th Century)
- 西村知美（タレント）
- 糠信泰州（俳優）
- のかたあきこ（ライター、編集者）
- 野添ちかこ（温泉ライター）
- 野水綾乃（ライター）
- 葉加瀬マイ（タレント）
- 春馬ゆかり（女優）
- 雛形あきこ（女優／タレント）
- 平田裕一郎（タレント／湯ケメン）
- ぺよん潤（お笑いタレント）
- 水月舞（女優、元タカラジェンヌ）
- もえのあずき（大食いグルメタレント）
- 森下悠里（タレント）
- 安めぐみ（タレント）
- 矢部美穂（タレント）
- 山崎まゆみ（温泉ライター）
- 山﨑真理（別名義：MARI。タレント。他にタオルソムリエ、野菜ソムリエの資格も保有）
- 吉山りさ（タレント）
- 蘭華（シンガーソングライター）
- 全国のゆるキャラ
- 他多数